# Opacifrons cederholmi
Opacifrons cederholmi är en tvåvingeart som beskrevs av Papp 1991. Opacifrons cederholmi ingår i släktet Opacifrons och familjen hoppflugor.
Artens utbredningsområde är Sri Lanka. Inga underarter finns listade i Catalogue of Life.